# 槌山城
槌山城（つちやまじょう）は、広島県東広島市八本松町吉川にあった日本の城（山城）。市指定史跡。

## 沿革
尼子氏の侵攻により大内氏の安芸国支配拠点であった鏡山城が1523年に落城（鏡山城の戦い）。その後大内氏は鏡山城を奪回したものの、その防御力に不安を感じた大内義隆は鏡山城を廃城として曽場ヶ城を築城、その後に本格的な山城である槌山城を完成させた。そして天文12年（1543年）に弘中隆兼が槌山城に入城した。この頃が槌山城の築城年代として推定されるが、それ以前に砦規模の城があったという説もある。
天文20年（1551年）の陶隆房（後の陶晴賢）の反乱（大寧寺の変）により、大内義隆は殺害され、安芸国内の義隆派は槌山城に立て籠もった。安芸国人で最有力の毛利元就は陶晴賢（隆房より改名）の命を受け、平賀隆保の籠もる頭崎城を落城させた後に、菅田宣真らの籠もる槌山城を攻撃した。強攻策では被害が大きく、策を持って城兵をおびき出し殲滅し落城させた。その後、城は廃城となった。

## 城跡の概要
城は比高260メートルの山頂を中心に東西400メートル・南北250メートルに及び、山頂の主郭群など4つの郭で構成されている。山は険しく、道は細くかなりの堅城であったようで、二宮俊実の覚書にも「先手の大将が負傷して兵が争って下山したので、後方にいた兵も引き返せざるを得なかった」との記述がある。